# Kolonie Madenfelderhof
Die Kolonie Madenfelderhof ist eine Miethauskolonie für Bergarbeiter im saarländischen Schiffweiler.

## Geschichte
Die Kolonie wurde zwischen 1920 und 1922 durch die französische Gesellschaft Mines domaniales françaises de la Sarre errichtet. Sie besteht aus 40 Doppelhäusern für 80 Familien. Zu den Häusern gehört jeweils ein 760 m² großes Grundstück, auf dem zur Zeit der Errichtung ein Birnbaum wuchs. Bis auf zwei Häuser sind alle unterkellert.
Die französische Grubenverwaltung hat in der ersten Generation Familien aus dem Nordsaarland und dem Hunsrück als Bergarbeiter angesiedelt. Inzwischen wohnen dort kaum noch Nachfahren der Bergmannsfamilien.
Die Siedlung wurde unter Denkmalschutz gestellt. Der Name der Siedlung stammt von einem bäuerlichen Anwesen, das bereits seit 1901 in Staatsbesitz war.